# Valentina Popova
Valentina Vadímovna Popova –en ruso, Валентина Вадимовна Попова– (Bratsk, URSS, 25 de septiembre de 1992) es una deportista rusa que compitió en halterofilia.
Participó en dos Juegos Olímpicos de Verano, obteniendo una medalla de plata en Sídney 2000 (categoría de 63 kg) y una de bronce en Atenas 2004 (categoría de 75 kg).
Ganó cinco medallas en el Campeonato Mundial de Halterofilia entre los años 1998 y 2003, y siete medallas en el Campeonato Europeo de Halterofilia entre los años 1998 y 2005.

## Palmarés internacional
| Juegos Olímpicos   | Juegos Olímpicos     | Juegos Olímpicos  | Juegos Olímpicos |
| Año                | Lugar                | Medalla           | Categoría        |
| ------------------ | -------------------- | ----------------- | ---------------- |
| 2000               | Sídney (Australia)   | Medalla de plata  | 63 kg            |
| 2004               | Atenas (Grecia)      | Medalla de bronce | 75 kg            |
| Campeonato Mundial |                      |                   |                  |
| Año                | Lugar                | Medalla           | Categoría        |
| 1998               | Lahti (Finlandia)    | Medalla de bronce | 63 kg            |
| 1999               | Atenas (Grecia)      | Medalla de bronce | 63 kg            |
| 2001               | Antalya (Turquía)    | Medalla de oro    | 69 kg            |
| 2002               | Varsovia (Polonia)   | Medalla de plata  | 69 kg            |
| 2003               | Vancouver (Canadá)   | Medalla de bronce | 69 kg            |
| Campeonato Europeo |                      |                   |                  |
| Año                | Lugar                | Medalla           | Categoría        |
| 1998               | Riesa (Alemania)     | Medalla de plata  | 63 kg            |
| 1999               | La Coruña (España)   | Medalla de oro    | 63 kg            |
| 2000               | Sofía (Bulgaria)     | Medalla de oro    | 63 kg            |
| 2001               | Trenčín (Eslovaquia) | Medalla de oro    | 63 kg            |
| 2002               | Antalya (Turquía)    | Medalla de oro    | 69 kg            |
| 2003               | Lutraki (Grecia)     | Medalla de oro    | 69 kg            |
| 2005               | Sofía (Bulgaria)     | Medalla de plata  | 75 kg            |